# 伊韦尔尼 (塞纳-马恩省)
伊韦尔尼（法語：Iverny，法語發音：[ivɛʁni] ⓘ）是法国塞纳-马恩省的一个市镇，属于莫城区。

## 地理
伊韦尔尼（49°0'2"N, 2°47'18"E）面积1.76 平方千米，位于法国法蘭西島大區塞纳-马恩省，该省份为法国北部内陆省份，北起瓦兹省，西接埃松省、马恩河谷省、塞纳-圣但尼省和瓦兹河谷省，南至卢瓦雷省，东南接约讷省，东临马恩省和奥布省，东北接埃纳省。
与伊韦尔尼接壤的市镇（或旧市镇、城区）包括：绍科南-讷夫蒙捷、勒普莱西欧布瓦、勒普莱西莱韦克、维勒鲁瓦。

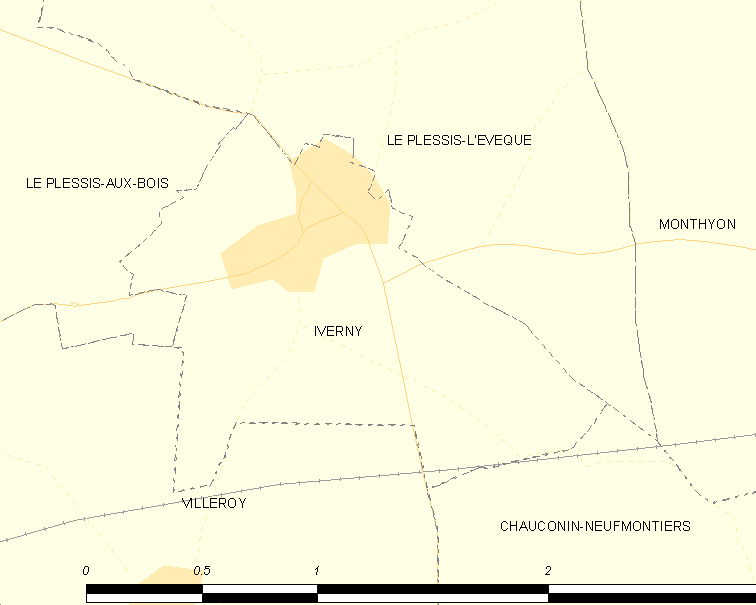
的OSM定位图

伊韦尔尼的时区为UTC+01:00、UTC+02:00（夏令时）。

## 行政
伊韦尔尼的邮政编码为77165，INSEE市镇编码为77233。

## 政治
伊韦尔尼所属的省级选区为克莱-苏伊县。

## 人口

1962-2008年间人口变化图示

伊韦尔尼于2022年1月1日时的人口数量为610人。